# David-Henri de Meuron
David-Henri de Meuron (* 1742 in Neuenburg; † 1825 in Lissabon) war als Schweizer Kaufmann, der in Lissabon im kolonialen Handel, im Bankenwesen sowie in der Indiennefabrikation tätig war.

## Leben

### Familie
David-Henri de Meuron entstammte der Familie Meuron und war der Sohn des Neuenburger Wirts und Grossrats Abram de Meuron (* 21. März 1706 in St. Sulpice; † 16. März 1792 in Neuenburg) und von dessen Ehefrau Madeleine († 25. November 1775 in Neuenburg), der Tochter des Neuenburger Grossrats Louis Favarger. Er hatte eine Schwester und einen Bruder.
Seine Ehe mit Rita (geb. Pereira Souveiro) blieb kinderlos.

### Werdegang
Um 1764 wurde David-Henri de Meuron von seinem Onkel, dem Kaufmann, Bankier und Sklavenhändler David de Pury, nach Portugal (siehe Portugiesisch-schweizerische Beziehungen) berufen; dieser importierte insbesondere Diamanten und Edelhölzer aus den portugiesischen Kolonien in Brasilien (siehe Portugiesische Kolonialgeschichte) nach Europa. David-Henri de Meuron wurde Kolonialwarenhändler und Bankier in Lissabon und übernahm, zusammen mit dem Bieler David Schwab, die Geschäfte seines Onkels David de Pury, dessen Testamentsvollstrecker er auch wurde. Später führten sie das Geschäft unter dem Firmennamen Schwab & Meuron. Sie eröffneten 1780 im rund 100 km nordöstlich von Lissabon gelegenen Torres Novas dazu eine Indiennefabrik, an der sich ab 1781 nebst Davids Bruder Jakob Schwab (* 19. September 1745 in Biel) auch François Verdan beteiligte, der über fundierte Kenntnisse im Stoffdruckverfahren verfügte.
David-Henri de Meuron führte eines der wichtigsten Handelshäuser von Lissabon und bewegte sich in einem wirtschaftlichen Umfeld, das Teil eines auf den kolonialen Handel mit Brasilien spezialisierten internationalen Netzwerks in Portugal war. Seine Beziehungen reichten bis in die Schweiz und nach Frankreich, so etwa über die Firma Christoph Burckhardt & Co. nach Basel, über Bourcard Fils & Cie. nach Nantes und die Bank Rougemont von Löwenberg von Denis de Rougemont (1759–1839) nach Paris. Die wirtschaftlichen Aktivitäten von David-Henri de Meuron standen in direktem Bezug zur Sklaverei, die in Brasilien, insbesondere auf den Plantagen, erst 1888 abgeschafft wurde. Mit seinem Neffen Edouard de Meuron, dem Neuenburger Auguste Gouhard und Auguste-Frédéric de Meuron (1789–1852), einem weiteren Verwandten, gründete er 1816 das Kommissionsgeschäft Meuron et Cie., an dessen Umlaufkapital er sich mit 30.000 Piaster beteiligte. Das Unternehmen hatte seinen Sitz im brasilianischen Salvador da Bahia und betätigte sich im Transport von Kolonialwaren nach Europa. Trotz seiner geringen Rentabilität legte es den Grundstein für die Karriere von Auguste-Frédéric de Meuron, der seitdem Meuron de Bahia genannt wurde, und der sich 1819 aus der Geschäftspartnerschaft zurückzog und selbständig machte. David-Henri de Meuron seinerseits begab sich zeitlebens nie nach Amerika.